# Пилватнесос
Пилватнесос (устар. Пил-Ватне-Сос) — река в Советском районе Ханты-Мансийского автономного округа. Устье реки находится в 87 км от устья реки Воръя по левому берегу. Длина реки составляет 10 км.

## Данные водного реестра
По данным государственного водного реестра России относится к Нижнеобскому бассейновому округу, водохозяйственный участок реки — Северная Сосьва, речной подбассейн реки — Северная Сосьва. Речной бассейн реки — (Нижняя) Обь от впадения Иртыша.
Код объекта в государственном водном реестре — 15020200112115300024574.